# Viksfjord Station
Viksfjord Station (Viksfjord stoppested) var en jernbanestation på Vestfoldbanen, der lå i Tjølling kommune (nu Larvik kommune) i Norge.
Stationen blev åbnet som holdeplads 18. oktober 1904. Oprindeligt hed den Østby, men den skiftede navn til Viksfjord 1. april 1914. Den blev nedgraderet til trinbræt 1. januar 1971 og nedlagt 28. maj 1978.
Ekspeditionen skete formentlig til at begynde med fra en banevogterbolig. I 1952 opførtes en stationsbygning efter tegninger af NSB's Drammen distrikt. Den blev revet ned i 1984.